# Zollhaus Radegast
Das Zollhaus Radegast war ein denkmalgeschütztes Gebäude in Radegast im Landkreis Anhalt-Bitterfeld.

## Lage und Einordnung

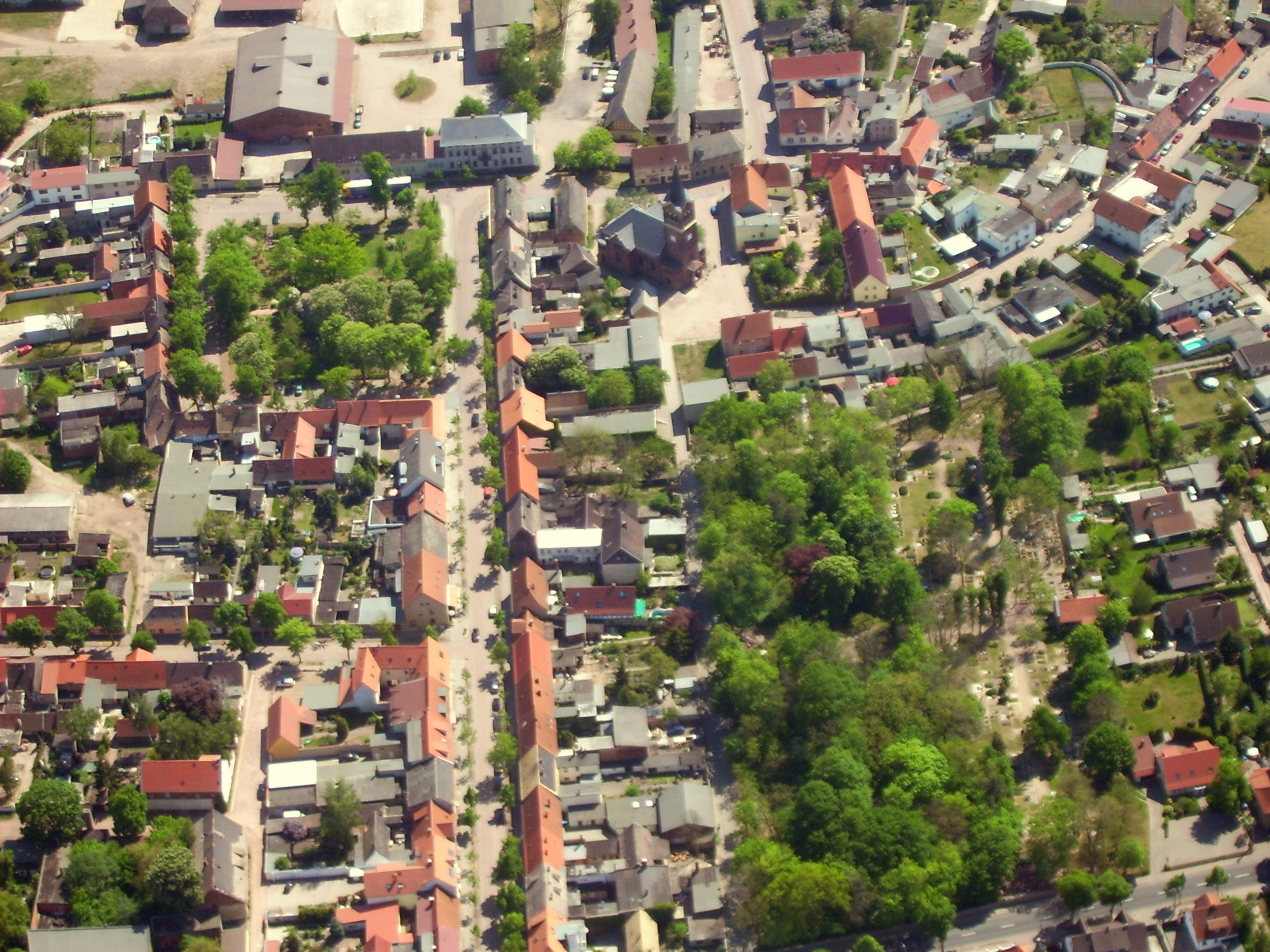
Verlauf der Handelsstraße Magdeburg–Leipzig durch Radegast (2007, oben – rechts der Mitte – das Zollhaus)

Die historische Verbindung von Magdeburg nach Leipzig führte über Köthen, Zörbig und Landsberg. Sie überquerte zwischen Radegast und Zörbig die sumpfige Fuhneaue, was lange Zeit nur über einen notdürftig reparierten Weg möglich war. Diesen Weg ließ Herzog Christian I. von Kursachsen-Merseburg in den 1680er Jahren zu einem befestigten Wegedamm ausbauen, woran der Theure Christian an der Fuhnebrücke erinnert.
Am südlichen Ortseingang von Radegast befand sich ein weiterer Zeitzeuge dieser alten Handelsstraße: das Zollhaus. Mit dem Wort Zollhaus wurden in Anhalt Chausseehäuser bezeichnet. Sie befanden sich nicht ausschließlich an Landesgrenzen, sondern an wichtigen Straßen, etwa das Zollhaus Porst an der Straßenkreuzung zwischen Köthen, Dessau und Aken, das Zollhaus Großpaschleben zwischen Köthen und Bernburg oder das Zollhaus Ballenstedt.

## Geschichte
Das Zollhaus entstand kurz nach Errichtung des Damms im Jahr 1694 und somit zu dessen Ausstattung. In dem Gebäude wurde das Geld für die Benutzung des Damms eingezogen. Dieses Dammgeld stand zunächst einem sächsischen Beamten zu, welchen anfangs das Herzogtum Sachsen-Merseburg stellte und – nach deren Aussterben im Jahr 1738 – das Kurfürstentum Sachsen. Mit dem Übergang der südlichen angrenzenden sächsischen Gebiete um Zörbig nach dem Wiener Kongress im Jahr 1815 kam es an einen preußischen Beamten. Preußen bezeichnete das Gebäude als Dammhaus und den dort wohnenden Beamten als Dammgeld-Erheber. Im Jahr 1842 wurde das Gebäude an Anhalt-Dessau abgetreten. Später wurde das Haus überflüssig und in ein reines Wohnhaus umgewandelt.

### Abriss
Im Jahr 2009 begann der Stadtrat von Radegast, den Abriss des Zollhauses ins Auge zu fassen. Im Jahr 2013 folgte diesem Ansinnen auch die Stadt Südliches Anhalt, zu der Radegast mittlerweile gehörte, da das Haus schon lange Zeit leer stand und verfiel. Eine Sanierung wurde ausgeschlossen. Das Zollhaus war zu diesem Zeitpunkt als Baudenkmal im Denkmalverzeichnis mit der Erfassungsnummer 094 10594 eingetragen. Allerdings wurde die Abrissgenehmigung erteilt und so verschwand das Bauwerk, das jahrhundertelang den Ortseingang mitgeprägt hatte. Das südlich angrenzende Areal wurde zum „Rastplatz am Zollhaus“ umgestaltet und eine Informationstafel zur Geschichte von Damm, Zollhaus und Grenzstreitigkeiten wurde dort aufgestellt.

## Baubeschreibung
Das Zollhaus stand giebelständig zur Straße. Über dem verputzten Erdgeschoss befand sich das Dachgeschoss mit Fachwerk-Fassade. In beiden Etagen wurde Backstein benutzt. Zudem gab es einen als Westflügel angebauten Gebäudeteil. Ob das mit abgerissene Gebäude nördlich des Zollhauses ursprünglich mit zu diesem gehörte, ist ungeklärt.